# Hollywood Seven
"Hollywood Seven" is een nummer van de Australische zanger Jon English. Het verscheen op zijn gelijknamige album uit 1976. In april van dat jaar werd het uitgebracht als de tweede single van het album. In Nederland is het bekend in een coverversie door Alides Hidding, die in 1980 werd uitgebracht.

## Achtergrond
"Hollywood Seven" is geschreven door Gloria Sklerov en Harry Lloyd en geproduceerd door Rod Thomas en William Motzing. Sklerov vertelde over het schrijven van het lied: "Ik was naar huis aan het rijden en zag langs de snelweg een motel genaamd 'Hollywood Eight'. Dat trok mijn aandacht. Ik dacht na over wie er in zo'n motel in zou checken. Toen ik met Harry Lloyd was, hadden we het over dit idee en besloten we om de titel te veranderen naar 'Hollywood Seven', omdat dat beter klonk. We bedachten toen het verhaal en alles kwam samen zoals het had moeten zijn. We waren erg blij toen we de versie van Jon hoorden, omdat ze een aantal synthesizerriffs die wij op de demo hadden opgenomen ook hadden gebruikt, en omdat zijn stem geweldig was. Als schrijver was ik erg trots op de versie van Jon." De single piekte op de dertiende plaats in Australië, het thuisland van English, en op de achttiende plaats in Zweden.
In Nederland is "Hollywood Seven" bekend in de versie van Alides Hidding, die het softrockarrangement uit de versie van English omzette in een disconummer. Het is de enige solosingle die Hidding uitbracht voordat hij de band Time Bandits oprichtte. Zijn versie bereikte plaats 25 in de Nederlandse Top 40 en plaats 26 in de Nationale Hitparade. Andere coverversies zijn afkomstig van onder meer Vicki Lawrence en Anthony Newley, Tex Perkins. Juliane Werding bracht een Duitstalige versie met de titel "Grossstadtlichter" uit. Karsu zong het nummer in een aflevering van het televisieprogramma Beste Zangers uit 2021 die in het teken van Hidding stond.

## Hitnoteringen
Alle noteringen zijn gehaald door de versie van Alides Hidding.

### Nederlandse Top 40
| Hitnotering: 05-07-1980 t/m 02-08-1980 | Hitnotering: 05-07-1980 t/m 02-08-1980 | Hitnotering: 05-07-1980 t/m 02-08-1980 | Hitnotering: 05-07-1980 t/m 02-08-1980 | Hitnotering: 05-07-1980 t/m 02-08-1980 | Hitnotering: 05-07-1980 t/m 02-08-1980 | Hitnotering: 05-07-1980 t/m 02-08-1980 |
| Week                                   | 1                                      | 2                                      | 3                                      | 4                                      | 5                                      |                                        |
| -------------------------------------- | -------------------------------------- | -------------------------------------- | -------------------------------------- | -------------------------------------- | -------------------------------------- | -------------------------------------- |
| Nummer                                 | 35                                     | 29                                     | 26                                     | 25                                     | 36                                     | uit                                    |

### Nationale Hitparade
| Hitnotering: 21-06-1980 t/m 16-08-1980 | Hitnotering: 21-06-1980 t/m 16-08-1980 | Hitnotering: 21-06-1980 t/m 16-08-1980 | Hitnotering: 21-06-1980 t/m 16-08-1980 | Hitnotering: 21-06-1980 t/m 16-08-1980 | Hitnotering: 21-06-1980 t/m 16-08-1980 | Hitnotering: 21-06-1980 t/m 16-08-1980 | Hitnotering: 21-06-1980 t/m 16-08-1980 | Hitnotering: 21-06-1980 t/m 16-08-1980 | Hitnotering: 21-06-1980 t/m 16-08-1980 | Hitnotering: 21-06-1980 t/m 16-08-1980 |
| Week                                   | 1                                      | 2                                      | 3                                      | 4                                      | 5                                      | 6                                      | 7                                      | 8                                      | 9                                      |                                        |
| -------------------------------------- | -------------------------------------- | -------------------------------------- | -------------------------------------- | -------------------------------------- | -------------------------------------- | -------------------------------------- | -------------------------------------- | -------------------------------------- | -------------------------------------- | -------------------------------------- |
| Nummer                                 | 47                                     | 38                                     | 33                                     | 29                                     | 27                                     | 26                                     | 39                                     | 42                                     | 49                                     | uit                                    |

### NPO Radio 2 Top 2000
| Nummer met noteringen in de NPO Radio 2 Top 2000 | '00  | '01  | '02  | '03  |
| ------------------------------------------------ | ---- | ---- | ---- | ---- |
| Hollywood Seven                                  | 1439 | 1637 | 1555 | 1750 |

1. ↑  Een vetgedrukt getal geeft de hoogste notering aan.
2. ↑  2000 was het eerste jaar met een notering voor dit nummer.
3. ↑  Deze tabel is bijgewerkt tot en met de laatste editie (2024).